# HNoMS Stord (G26)
HNoMS Stord (G26)  là một tàu khu trục lớp S phục vụ cùng Hải quân Hoàng gia Na Uy trong Chiến tranh Thế giới thứ hai. Nguyên được Hải quân Hoàng gia Anh Quốc chế tạo trong Chương trình Khẩn cấp Chiến tranh như là chiếc HMS Success (G26), nó được chuyển giao cho Chính phủ Na Uy lưu vong và đổi tên vào tháng 8 năm 1943. Stord sống sót qua cuộc chiến tranh và tiếp tục phục vụ cho đến khi bị tháo dỡ vào năm 1959.

## Thiết kế và chế tạo
Success được chế tạo tại xưởng tàu của hãng J. Samuel White ở East Cowes, Isle of Wight, và được đặt lườn vào ngày 25 tháng 2 năm 1942. Nó được hạ thủy vào ngày 3 tháng 3 năm 1943; nhưng được đổi tên thành HNoMS Stord khi được cho nhập biên chế cùng Hải quân Hoàng gia Na Uy vào ngày 26 tháng 8 năm 1943 dưới quyền chỉ huy của Thiếu tá Hải quân Na Uy Skule Storheill.

## Lịch sử hoạt động
Stord đã phục vụ cùng Hạm đội Nhà trong thành phần Chi hạm đội Khu trục 23, và đóng vai trò quan trọng trong Trận chiến mũi North, nơi Hải quân Hoàng gia đã đánh chìm chiếc thiết giáp hạm Đức Scharnhorst vào ngày 26 tháng 12 năm 1943.
Đến năm 1944, Stord tham gia vào cuộc Đổ bộ Normandy. Sau chiến tranh nó được chính thức mua lại từ chính phủ Anh vào năm 1946, và tiếp tục phục vụ cho đến khi bị tháo dỡ tại Bỉ vào năm 1959.